# Zouval
Zouval (ou Zouvol) est un village du Cameroun situé dans la commune de Meri, le département du Diamaré et la Région de l'Extrême-Nord. Il fait partie du canton de Méri.

## Population
En 1974, la localité comptait 314 habitants, principalement des Mofu.
Lors du dernier recensement de 2005, on y a dénombré 557 personnes, soit 275 hommes (49,37 %) pour 282 femmes (50,63 %). 

## Économie

### Éducation
Il n’existe pas encore d’école à Zouval et le plan communal de développement (PCD) prévoit un plaidoyer pour la transformation de l’école des parents en école publique.

### Initiatives de développement
Dans le plan communal de développement (PCD), dans le cadre de l’amélioration de la qualité des ouvrages, il est prévu l’ouverture de la route Guivel-Foula-Zouval longue de 15 km.